# Joseph Lanner
Pour les articles homonymes, voir Lanner.
Joseph Lanner, né le 12 avril 1801 et mort le 14 avril 1843, est un compositeur, violoniste et chef d'orchestre autrichien. Il est particulièrement réputé pour avoir écrit plusieurs centaines de danses pour orchestre, dont au moins 200 valses, qui ont fait de lui, avec Johann Strauss I, le précurseur de la valse viennoise. 

## Biographie
De son nom complet, Joseph Franz Karl Lanner, il naît le 12 avril 1801 à Vienne, dans le quartier de Sankt Ulrich, Mechitaristengasse, 5. On connaît peu ses débuts comme musicien. Enfant, il compose déjà des pièces de danse. Il suit des cours de violon avec Michael Pamer. A douze ans, il rejoint l'orchestre de son professeur, comme le fera plus tard Johann Strauss I. 
En 1820, il crée un quintette, dans lequel il jouait du violon et Johann Strauss I de l'alto, quintette qui se transforme rapidement en un orchestre plus important tournant dans les cabarets de Vienne, particulièrement dans le quartier du Prater.
Des divergences de vue sur le style de musique finissent par séparer les deux amis, conduisant Strauss à monter son propre orchestre puis à donner un style moins « rigide » et plus « élégant » à la valse viennoise.
En 1829, il est nommé directeur de la musique de bal de la cour impériale.
Joseph Lanner meurt le 14 avril 1843 à Döbling, à l'âge de 42 ans. Il est inhumé au cimetière central (Zentral Friedhof) de Vienne, où il est rejoint, après leurs décès respectifs, par Johann Strauss I et Johann Strauss II (leurs trois tombes sont voisines l'une de l'autre).

## Œuvres notoires
Catalogue complet des œuvres de J. Lanner disponible sur le site de la fondation britannique Johann Strauss (en).

### Opérette
- Alt-Wien, opérette en trois actes éditée par Emil Stern et créée au Carltheater de Vienne le 23 décembre 1911

### Valses
- Aeskulap-Walzer, pour piano op. 113 (1837)
- Die Schönbrunner op. 200
- Die Werber op. 103
- Die Mozartisten op. 196
- Trennungswalzer op. 19
- Hexentanz op. 203
- Krönungswalzer
- Die Kosenden
- Abend-Sterne op. 180
- Dampf-Walzer und Galopp op. 94
- Vermählungs-Walzer
- Blumen der Lust
- Die Neapolitaner
- Hofball-Tänze op. 161
- Pesther Walzer op. 93
- Mille Fleurs
- Die Schwimmer
- Prometheus-Funken
- Grätzer Walzer

### Ländler
- Dornbacher Ländler op. 9
- Kirchweih
- Blumenfest

### Galops
- Hollabrunner
- Carrière

### Pots-pourris
- Capriciosa
- Musikalische Revue
- Die entfesselte Phantasie
- Musikalische Reisebilder